# Bravos de Kansu
Os Bravos de Gansu ou Exército de Gansu foi uma unidade de 10.000 soldados muçulmanos chineses da província de Kansu (Gansu), no noroeste, nas últimas décadas da Dinastia Qing (1644–1912). Leais aos Qing, os Bravos foram recrutados em 1895 para suprimir uma revolta muçulmana em Gansu. Sob o comando do general Dong Fuxiang (1839–1908), foram transferidos para a área metropolitana de Pequim em 1898, onde se tornaram oficialmente a Divisão de Retaguarda do Corpo de Wuwei, um exército moderno que protegia a capital imperial. O Exército Gansu incluía muçulmanos Hui, muçulmanos Salar,    muçulmanos Dongxiang e muçulmanos Bonan.
Os Bravos, que usavam uniformes tradicionais mas estavam armados com rifles e artilharia modernos, desempenharam um papel importante em 1900 durante a Rebelião dos Boxers. Depois de ajudar a repelir a Expedição Seymour, uma força estrangeira multinacional enviada de Tianjin para socorrer o Bairro da Legação de Pequim no início de junho, as tropas muçulmanas foram os atacantes mais ferozes durante o Cerco das Legações Internacionais de 20 de junho a 14 de agosto.  Sofreram pesadas baixas na Batalha de Pequim, na qual a Aliança das Oito Nações aliviou o cerco. Os Bravos de Kansu então guardaram a Corte Imperial em sua jornada para Xi'an.

## Origens
Na primavera de 1895, uma revolta muçulmana eclodiu no sul da província de Gansu.  Dong Fuxiang (1839–1908), que lutou sob o comando de Zuo Zongtang (1812–1885) na repressão de uma rebelião muçulmana maior nas décadas de 1860 e 1870, em 1895 tornou-se comissário imperial em Gansu e agora comandava as milícias muçulmanas que Zuo havia recrutado localmente.  No início de julho de 1895, Dong comandou essas tropas para aliviar o cerco de Didao pelos rebeldes muçulmanos. 
Quando compareceu às celebrações do sexagésimo aniversário da imperatriz viúva Cixi em Pequim, em agosto de 1895, foi recomendado a Cixi pelo poderoso ministro manchu Ronglu.  Os rebeldes muçulmanos, que estavam armados com antecargas e várias armas brancas, foram esmagados pelo poder de fogo dos modernos rifles Remington e Mauser que Dong trouxe de Pequim.  Dong também usou a sua compreensão da política local para convencer os rebeldes a regressarem às suas casas.  Na primavera de 1896, Gansu foi novamente pacificado. 

Os generais Dong Fuxiang, Ma Anliang e Ma Haiyan foram originalmente chamados a Pequim durante a Primeira Guerra Sino-Japonesa em 1894, mas a Revolta Dungan (1895) eclodiu e eles foram posteriormente enviados para esmagar os rebeldes. Durante a Reforma dos Cem Dias em 1898, os generais Dong Fuxiang, Ma Anliang e Ma Haiyan foram chamados a Pequim e ajudaram a pôr fim ao movimento de reforma junto com Ma Fulu e Ma Fuxiang.
No final da tarde, descobriu-se que a imperatriz viúva não estava na cidade imperial, mas sim no Palácio de Verão, em Wan-shou-shan – as colinas de dez mil eras, como são poeticamente chamadas. Tung Fu-hsiang, cujos bravos bandidos de Kansu marcharam para fora da cidade chinesa - que é o anel externo de Pequim - duas noites antes da chegada dos Guardas da Legação, também está com a Imperatriz, por seus estandartes de cavalaria, feitos de preto e veludo azul, com caracteres vermelho-sangue esplendidamente salpicados, foram vistos plantados no sopé das colinas. Tung Fu-hsiang é um homem invencível, que eliminou a rebelião de Kansu há alguns anos com tal ferocidade que seu nome hoje causa terror em todos os corações chineses.

 – Indiscreet Letters from Peking, Bertram Lenox Simpson, p. 12
Mas é grave, apesar das risadas. Certa vez, em 1899, após o golpe de Estado da Imperatriz Viúva e a prisão virtual do Imperador, foi necessário enviar Guardas da Legação, alguns arquivos para cada uma das Legações que possuem esquadrões no Extremo Oriente, e, o que é mais, esses guardas tiveram que ficar por muitos meses. Os guardas já não existem, mas é curioso que os homens contra os quais vieram principalmente para nos proteger – os valentes muçulmanos de Tung Fu-hsiang, da província selvagem de Kansu, que amam a reacionária imperatriz viúva – ainda estejam acampados perto da capital do Norte.

 – Indiscreet Letters from Peking, p. 10.

## Transferência para Pequim

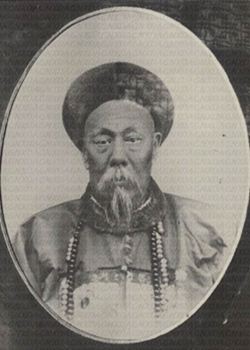
General Dong Fuxiang

Após o assassinato de dois missionários alemães em Shandong, em Novembro de 1897, as potências estrangeiras envolveram-se numa “disputa por concessões” que ameaçou dividir a China em várias esferas de influência.  Para proteger a capital imperial contra possíveis ataques, Cixi transferiu o Exército Gansu para Pequim no verão de 1898.  Ela admirava o Exército de Gansu porque Ronglu, que estava a seu favor, tinha uma relação estreita com seu comandante Dong Fuxiang.  A caminho de Pequim, as tropas de Dong atacaram igrejas cristãs em Baoding.  Após o fracasso da Reforma dos Cem Dias (11 de junho - 21 de setembro de 1898) patrocinada pelo Imperador Guangxu, Cixi nomeou Ronglu Ministro da Guerra e mais alto funcionário do Grande Conselho, e encarregou-o de reformar os exércitos metropolitanos.  Ronglu fez da milícia de Dong a "Divisão de Retaguarda" de um novo corpo chamado "Corpo de Wuwei".  Dong Fuxiang foi o único comandante das cinco divisões que não escondeu sua hostilidade para com os estrangeiros. 

Tanto os residentes de Pequim como os estrangeiros temiam as turbulentas tropas muçulmanas.  Foi dito que "as tropas agirão amanhã, quando todos os estrangeiros em Pequim serão exterminados e a era de ouro retornará para a China". durante 23 de outubro de 1898.   Alguns ocidentais descreveram os Bravos de Kansu como a "ralé islâmica de 10.000",  "uma turba desordenada de cerca de 10.000 homens, a maioria dos quais eram muçulmanos",    ou Irregulares de Kansu,  outros como "dez mil assassinos muçulmanos temidos até pelos chineses".  No final de setembro e início de outubro de 1898, vários confrontos menores entre as tropas de Gansu e estrangeiros aumentaram as tensões na capital.  Soldados do Corpo de Fuzileiros Navais dos Estados Unidos estavam entre os novos guardas chamados de Tianjin para proteger o Quarteirão da Legação de Pequim de possíveis ataques.   No final de outubro, circulavam rumores de que o Exército de Gansu estava se preparando para matar todos os estrangeiros em Pequim.  Respondendo a um ultimato dos ministros das Relações Exteriores, Cixi transferiu as tropas de Gansu para o "Parque Sul" (Nanyuan 南苑), que também era conhecido como "Parque de Caça" porque os imperadores das dinastias Ming e Qing o usavam para caçadas em grande escala e exercícios militares.   Na década de 1880, esta grande extensão de terra ao sul de Pequim – era várias vezes maior que a cidade murada – tinha sido parcialmente convertido em terras agrícolas, mas estava convenientemente localizado perto da ferrovia que ligava Pequim a Tianjin.   Os Bravos de Kansu se envolveram em uma briga no teatro.  No trecho da ferrovia em Fengtai, dois engenheiros britânicos foram quase espancados até a morte pelas tropas muçulmanas de Kansu, e os ministros das Relações Exteriores pediram que fossem retirados, pois ameaçavam a segurança dos estrangeiros. 
§ 26. Em Pequim, sentiu-se muita apreensão devido ao estado político perturbado, mas o perigo real veio da turbulenta tropa militar trazida para a capital para se proteger contra o medo da agressão estrangeira, e destas as mais turbulentas foram as tropas Kansu de Tung Fu. -siang, estacionado no sul do Parque de Caça. Homens desta força atacaram, no dia 30 de setembro, um grupo composto por membros das legações britânica e americana, e no dia seguinte os representantes estrangeiros decidiram enviar uma guarda de fuzileiros navais de cada uma das suas frotas. O vice-rei de Tientsin recusou-se a permitir-lhes a passagem, mas, como os enviados [67] Sir C. MacDonald ao Lorde Salisbury, 15 de abril de 1898, China, Xo. 1, 1899, p. 102.

 – Hosea Ballou Morse, The International Relations of the Chinese Empire, Volume 3, p. 151.
O governo chinês protestou, mas sem efeito. Os guardas da legação foram convocados e, tão rapidamente quanto possível, foram fornecidos pelos navios de guerra das diversas potências e aquartelados em Pequim. Depois as autoridades chinesas trouxeram tropas para a capital e a sensação de perigo nas legações aumentou. No dia 25 de Outubro, o Ministro MacDonald telegrafou a Londres: "Uma séria ameaça à segurança dos europeus é a presença de cerca de 10.000 soldados, que vieram da província de Kansu, e serão alojados no parque de caça, duas milhas ao sul de Pequim. Um grupo destes soldados atacou violentamente quatro europeus (incluindo o Sr. C. W. Campbell, desta Legação), que no domingo passado visitavam a linha férrea de Lukou Chiao. Os Ministros dos Negócios Estrangeiros reunir-se-ão esta manhã para protestar contra estes ultrajes. Verei o Yamcm hoje e proporei exigir que a força de soldados seja removida para outra província e que os infratores sejam rigorosamente tratados."
No dia 29 telegrafou novamente: “Os Representantes Estrangeiros reuniram-se ontem e redigiram uma nota ao Yamfin exigindo que as tropas de Kansu fossem retiradas imediatamente. estado amotinado. Declararam a sua intenção de expulsar todos os europeus do norte da China, cortaram os fios telegráficos e destruíram partes da linha ferroviária entre Lukouchiao e Paoting Fu. Alguns distúrbios foram causados por eles na linha férrea para Tien -tsin, mas a linha não foi tocada e o tráfego não foi interrompido. Na cidade aqui tudo está tranquilo. A presença destas tropas nas imediações de Pequim constitui, sem dúvida, um grave perigo para todos os europeus. O Yamfin deu-me uma promessa de que a força deveria ser removida, mas ainda não a concretizou."
 – Alan Campbell Reiley, History for Ready Reference: From the Best Historians, Biographers, and Specialists; Their Own Words in a Complete System of History ..., p. 95.
No dia 31 de Maio, Tung Fuhsiang teve audiência do Trono e ao ser interrogado levantou-se e assumiu toda a responsabilidade na guerra de extermínio dos Estrangeiros, que defendia veementemente, apostando na sua capacidade no combate com sucesso às Potências Estrangeiras. O resultado foi que, em vez de ordenar a supressão dos Boxers, a política do Governo foi repentinamente alterada, e um decreto Imperial foi imediatamente emitido nomeando Kang Yi e Chao Shu-chiao, Altos Comissários Imperiais, para organizar os Boxers nas proximidades de Pequim e colocá-los sob o controlo do Governo. Durante esta crise, as várias potências estrangeiras também enviaram cerca de 400 soldados para Pequim para proteger as suas legações. No dia 4 de junho, os fora-da-lei Boxers começaram a rasgar e destruir a ferrovia entre Pequim e Tientsin, e a partir desse dia também começaram a entrar nas muralhas da cidade de Pequim, aglomerando-se a uma taxa de mais de mil por dia. Altares (ou locais de encontro para recrutas, etc.) foram erguidos por eles por toda a cidade. Nesta altura também estes bandidos começaram o massacre em massa de cristãos e o incêndio de igrejas fora de Pequim, até que nenhuma destas últimas ficou de pé. Todos os que conseguiram escapar, entre os cristãos, afluíram à capital, refugiando-se nas Legações situadas na rua Tung-chiao-ming (também conhecida como rua da Legação). Esta situação, posso dizer, existiu na capital durante os primeiros dias de junho, altura em que comecei a anotar o seguinte diário de acontecimentos à medida que ocorriam diante dos meus próprios olhos e eram vividos pessoalmente por mim.
13 de junho de 1900: 17º dia da 5ª lua 26º ano de Kuang Hsü: - Perto do anoitecer, enquanto estava na Universidade [de Pequim]. Vi quatro locais em chamas, ao que voltei imediatamente para minha casa, sabendo posteriormente que todas as igrejas e propriedades missionárias dentro da "Cidade Oriental" haviam sido incendiadas e totalmente destruídas, tendo a conflagração no Mercado Lamplight (Bazar Noturno) tendo foi especialmente destrutivo, durando até o dia seguinte.
14 de junho — Passei pela Residência Panshih esta manhã. O edifício nas traseiras é agora o quartel-general de Tung Fu-hsiang e as suas tropas de Kansu, que devo afirmar, já tinham entrado na cidade alguns dias antes. [As tropas de Kansu, desde a sua chegada de Kansu no outono de 1898, sempre foram mantidas acampadas fora de Pequim e proibidas de entrar nas muralhas da cidade.] Ao meio-dia, meu amigo Yang Ch'ao-chió, graduado militar em Chüjén, enviei um criado à minha casa sugerindo que deveríamos reunir nossas famílias e fugir de Pequim em companhia dos perigos que ameaçavam a todos, e fixando amanhã de manhã como nosso horário de partida. Eu, felizmente para todos nós, recusei-me firmemente a acompanhar o grupo de Yang, pois acabara de ouvir o boato de que os navios a vapor haviam parado de correr para Tientsin. Também ouvi dizer que a estrada para T'ungchou estava muito infestada por bandos de bandidos saqueadores, que a ferrovia para Tientsin havia sido destruída e as linhas telegráficas cortadas. Além disso, que uma força de socorro de tropas estrangeiras estava a caminho de Pequim, vinda de Tientsin, e que aquela cidade estava em grande confusão. Com essas considerações em mente, decidi permanecer onde estava por enquanto.
 – The Japan Daily Mail
Pequim, 30 de outubro. As tropas de Kansu acampadas ao sul de Pequim estão se preparando para se retirar.

 – The Japan Daily Mail

## Levante dos Boxers

### Ascensão dos Boxers e retorno à cidade murada
“Demônios Secundários” – o termo usado para descrever os cristãos chineses. Da família em uma das salas principais, e disse-lhes para não se excitarem nem gritarem. Eu mal os havia reunido quando dezenove dos bravos Kansu entraram correndo. Suas espadas e roupas ainda pingavam sangue, como se tivessem saído de uma confusão. Adiantei-me para encontrá-los, dizendo educadamente: 'Sei por que vocês vieram: estão procurando demônios secundários. Contudo, nenhum de nós “comeu” a religião estrangeira. Você verá que temos um altar ao deus da cozinha nos fundos. Toda a nossa família está aqui agora; você não poderia dar uma olhada na casa para ver se há algum cristão escondido?' Com isto quis dizer que não deveríamos oferecer qualquer oposição aos seus saques, seja qual for a sua vontade. Também chamei um criado para preparar o chá. Nossos convidados receberam essas propostas de maneira bastante agradável e, após alguns minutos de saques enérgicos, retornaram ao meu quarto de hóspedes e alguns deles sentaram-se para tomar chá. Um deles comentou: 'Vocês parecem ser pessoas totalmente respeitáveis: é uma pena que residam perto deste ninho de convertidos e espiões estrangeiros.' Após uma breve estada, eles nos agradeceram educadamente, desculpando-se pela intrusão, e retiraram-se com seu butim. Eram então cerca de 14h. Perdemos cerca de US$ 4.000 em objetos de valor. Pouco depois, as chamas começaram a explodir nas instalações do nosso vizinho, por isso decidi mudar a minha família para a casa de um amigo, no norte da cidade. Apesar destes actos de violência, mesmo pessoas inteligentes ainda acreditavam que os soldados de Kansu eram uma torre de defesa para a China e seriam mais do que capazes de repelir qualquer número de tropas estrangeiras. Um amigo meu calculou que 250 mil pessoas perderam a vida em Pequim naquele verão. Eu costumava insultar tanto os Boxers no círculo familiar que meus próprios parentes, que simpatizavam com eles, me chamavam de 'Erh Mao Tzu', e meu primo, temendo que os Boxers me matassem, um dia me induziu a kotow diante de um de seus altares no Nai Tzu-fu. Até hoje tenho me arrependido da minha fraqueza em dobrar os joelhos dessa forma."

 – Sir Edmund Backhouse & John Otway Percy Bland, Annals & memoirs of the court of Peking: (from the 16th to the 20th century), Act III, Scene I.
Está, portanto, a tornar-se evidente para os mais cegos que isto será algo surpreendente, algo que eclipsará qualquer outro movimento anti-estrangeiro de que se tenha ouvido falar, porque nunca antes os utilizadores de importações estrangeiras e os meros amigos de estrangeiros foram rotulados de uma classe logo abaixo da dos próprios estrangeiros. E então, ao escurecer hoje, uma nova onda de agitação tomou conta da cidade e produziu quase pânico. O corpo principal dos selvagens bravos Kansu de Tung Fuhsiang - isto é, todo o seu exército - reentrou na capital e rapidamente acampou nos lugares abertos em frente aos Templos do Céu e da Agricultura, no anel exterior de Pequim. Isso resolveu tudo, fico feliz em dizer. Por fim, todas as legações estremeceram e telegramas urgentes foram enviados ao almirante britânico pedindo reforços a todo custo.

 – Indiscreet Letters from Peking, Bertram Lenox Simpson, pp. 36-7.
Em 5 de janeiro de 1900, Sir Claude MacDonald, o ministro britânico em Pequim, escreveu ao Ministério das Relações Exteriores sobre um movimento chamado "Boxers" que atacava propriedades cristãs e convertidos chineses em Shandong e no sul da província de Zhili.  Nos primeiros meses de 1900, este "movimento Boxer" teve uma expansão dramática no norte de Zhili – a área ao redor de Pequim – e os Boxers até começaram a aparecer na capital.   No final de Maio, os Boxers anti-cristãos adoptaram uma atitude anti-estrangeira mais ampla e, à medida que se tornaram mais organizados, começaram a atacar a linha férrea Pequim-Baoding e a cortar linhas telegráficas entre Pequim e Tianjin. 
A corte Qing hesitou entre aniquilar, "pacificar" ou apoiar os Boxers. De 27 a 29 de maio, Cixi recebeu Dong Fuxiang em audiência no Palácio de Verão.  Dong garantiu-lhe que poderia livrar-se dos "bárbaros" estrangeiros se necessário, aumentando a confiança da viúva na capacidade da China de expulsar os estrangeiros se a guerra se tornasse inevitável.  Enquanto isso, um aumento no número de guardas da legação – chegaram a Pequim em 31 de maio – inflamou ainda mais o sentimento anti-estrangeiro em Pequim e nas zonas rurais circundantes: pela primeira vez, os Boxers começaram a atacar diretamente os estrangeiros.  Várias potências estrangeiras enviaram navios de guerra sob os Fortes Dagu, que protegiam o acesso a Tianjin e Pequim.  
Em 9 de junho, a maior parte dos Bravos de Kansu escoltou a Imperatriz Viúva Cixi de volta do Palácio de Verão à Cidade Proibida; acamparam na parte sul da cidade, em terrenos baldios em frente ao Templo do Céu e ao Templo da Agricultura.  Temendo o pior, Sir Claude MacDonald enviou imediatamente um telegrama pedindo ao almirante Seymour que enviasse ajuda de Tianjin.  Em 10 de junho, o príncipe anti-estrangeiro e pró-boxer Duan substituiu o príncipe anti-boxer e mais moderado Qing como chefe do Zongli Yamen, o escritório através do qual o governo Qing se comunicava com os estrangeiros.  Naquele mesmo dia, as linhas telegráficas foram cortadas definitivamente. 

### Assassinato de Sugiyama Akira
Em 11 de junho ocorreu o assassinato do Chanceler Japonês, Sugiyama, pelos Boxers e pelas tropas Kansu de Tung Fuhsiang. O chanceler tentou deixar Pequim pelo portão de Yung-ting para se encontrar com a força de socorro do almirante Seymour, que estava a caminho de Tientsin para a capital, e que aparentemente deveria chegar a Pequim naquele dia. Sugiyama andava em uma carroça com uma larga faixa vermelha ao redor do corpo, denotando que o ocupante era, pelo menos, de segunda categoria. Quando ele chegou ao portão de Yung-ting, foi abordado por vários homens de Tung Fu-hsiang que o guardavam. Parecia que naquele dia o príncipe Tuan havia dado ordens secretas para que nenhum estrangeiro fosse autorizado a sair ou entrar na cidade. Ele foi, portanto, parado e perguntado quem ele era. Sugiyama disse-lhes que era membro da legação japonesa. "Você é o ministro japonês?" "Não, sou apenas um chanceler da legação." "Então que direito você, um suboficial como esse, tem de andar na carroça de um oficial tão importante?" Então eles o tiraram da carroça e começaram a atacar o infeliz chanceler. Sugiyama então exigiu ser levado perante o General Tung Fu-hsiang. "O quê! Você deve falar com nosso Grande General! (Ta Shuei.) Ora, você é insignificante demais para ter tal honra!" Por fim, porém, um oficial de botão vermelho de Kansu apareceu em cena, a quem Sugiyama apelou em busca de ajuda. Em vez de fazê-lo, o rufião simplesmente ordenou que a cabeça do chanceler japonês fosse decepada como um sacrifício à sua bandeira de guerra e presa perto do portão, "por tentar escapar de Pequim". Sugiyama foi o primeiro estrangeiro assassinado em Pequim.

 – China and the Boxers: A short history of the Boxer outbreak, with two chapters on the sufferings of missionaries and a closing one on the outlook, Zephaniah Charles Beals, pp. 73-5.
11 de junho — Neste dia, o corpo geral das tropas do General Tung que havia permanecido em South Park entrou nos Yungting-men. Este é o portão central da cidade chinesa no sul. Encontraram um secretário, Sugiyama, da Legação Japonesa que estava saindo de Pequim para se encontrar com as tropas estrangeiras que chegavam a Pequim. As tropas do General Tung perguntaram quem ele era. Ele respondeu que era secretário oficial da Legação Japonesa. Os soldados se opuseram a isso, se você é um secretário oficial, por que usa um carrinho com uma faixa vermelha em volta? Eles agarraram sua orelha e o fizeram descer da carroça. O secretário sabia que não era hora de discutir o assunto. Ele disse em tom conciliatório: "Por favor, permita-me ver o seu comandante, a ele pedirei desculpas." Os soldados disseram: “Não há necessidade”. "Então", disse ele, "mais tarde convidarei seu comandante para minha legação e meu ministro pedirá desculpas." Os oficiais com suas espadas o mataram abrindo seu abdômen. O ministro japonês, ao ouvir isso, pediu permissão para que o corpo fosse levado de volta à cidade para ser enterrado. Depois de muito tempo a permissão foi dada. Mais tarde, o Príncipe Tuan, ao ver o General Tung, esticou o polegar e disse: "Você é realmente um herói."

 – The Boxer Rising: A History of the Boxer Trouble in China, pp. 59-60. The Boxer Rising: A History of the Boxer Trouble in China. Reprinted from the "Shanghai Mercury.", pp. 46-7.
Na manhã de 11 de junho, os britânicos enviaram um grande comboio de carroças para saudar a Expedição Seymour. A procissão passou com segurança pelas áreas ocupadas pelas tropas de Gansu dentro da cidade murada e logo chegou à estação ferroviária de Majiapu (Machiapu) ao sul de Pequim, onde se esperava que as tropas de socorro chegassem em breve.  Só que eles nunca chegaram e as carroças tiveram que voltar para as legações.  Uma delegação italiana menor, guardada por alguns fuzileiros, escapou por pouco dos soldados de Dong Fuxiang, que faziam fila para bloquear o principal portão sul de Pequim, o Portão Yongding, mas também conseguiu retornar em segurança. 
Naquela mesma tarde, a legação japonesa enviou o secretário Sugiyama Akira à estação desprotegida para cumprimentar as tropas japonesas. Com seu terno ocidental formal e chapéu-coco, Sugiyama era um alvo notável.   As tropas muçulmanas de Kansu capturaram-no da sua carroça perto do Portão de Yongding, cortaram-no em pedaços, decapitaram-no e deixaram o seu corpo mutilado e a cabeça e os órgãos genitais decepados na rua.      George Morrison, correspondente do London Times em Pequim, afirmou que eles também arrancaram seu coração e o enviaram para Dong Fuxiang.   A legação japonesa apresentou um protesto formal no Tsungli Yamen, que expressou o seu pesar e explicou que Sugiyama tinha sido morto por "bandidos".  

### Combate
Dong era extremamente anti-estrangeiro e deu total apoio a Cixi e aos Boxers. O General Dong comprometeu as suas tropas muçulmanas a juntarem-se aos Boxers para atacar estrangeiros em Pequim. Eles atacaram o bairro da legação implacavelmente. Eles também eram conhecidos pela sua intolerância para com o comércio do ópio. Um chanceler japonês, Sugiyama Akira, e vários ocidentais foram mortos pelos Bravos de Kansu.    As tropas muçulmanas estariam entusiasmadas com a ideia de partir para a ofensiva e matar estrangeiros.
O diplomata alemão em Pequim, Clemens von Ketteler, matou um civil chinês que suspeitava que ele fosse um boxer.  Em resposta, os Boxers e milhares de muçulmanos chineses Bravos de Kansu iniciaram um violento motim contra os ocidentais. 
Eles eram formados por 5.000 cavaleiros com os mais modernos rifles de repetição.  Alguns deles foram a cavalo. 
Os Bravos de Kansu e Boxers combinaram suas forças para atacar os estrangeiros e as legações.   
Em contraste com outras unidades que sitiavam as legações, como as tropas de Ronglu, que deixavam passar suprimentos e cartas para os estrangeiros sitiados, os bravos "mal-humorados e desconfiados" de Kansu pressionaram seriamente o cerco e recusaram-se a deixar passar qualquer coisa, atirando em estrangeiros que tentavam contrabandear coisas através de suas linhas.       Sir Claude Macdonald observou a "ferocidade" das tropas Kansu de Dong Fuxiang em comparação com a "contenção" das tropas de Ronglu. 

### Resumo da batalha
Na manhã de domingo, 17 de junho, uma semana depois de termos começado, os Fortes Taku foram tomados pelas Forças Aliadas para socorrer Tientsin. Essa cidade foi investida pelos Boxers que começaram a bombardeá-la no dia seguinte. É claro que éramos bastante ignorantes sobre isso. Mas a Corte em Pequim deve ter recebido notícias instantâneas do fato, pois na tarde do 18º Capitão von Usedom, o oficial alemão no comando das tropas deixadas em Langfang, foi atacado pelo Imperial forças pertencentes à divisão do General Tung-fuh-siang. Seu número foi estimado em 7.000 e eles estavam bem armados com rifles modernos que usaram com eficácia, de modo que sofremos baixas consideráveis.

 – Charles Clive Bigham Mersey (Visconde), A Year in China, 1899–1900, p. 177.
Mensagens foram então enviadas de volta para Lofa e Langfang, lembrando os trens 2, 3 e 4, sendo o avanço ferroviário considerado impraticável e sendo possível o isolamento e destruição separada dos trens. Na tarde de 18 de junho, o trem nº 3 voltou de Lofa, e mais tarde à noite os nºs 2 e 4 de Langfang. Este último foi atacado inesperadamente por volta das 2h30 da tarde de 18 de junho, por uma força estimada em 5.000 homens, incluindo cavalaria, grande número dos quais armados com rifles de revista do último padrão. As bandeiras capturadas mostravam que pertenciam ao exército do general Tung Fu Hsiang, que comandava as tropas chinesas no parque de caça nos arredores de Pequim, mostrando que as tropas imperiais chinesas estavam a ser utilizadas para derrotar a expedição. Este exército era composto por homens especialmente escolhidos, 10.000 homens, comandados pelo palácio. Dizia-se que estavam bem armados, mas indiferentemente treinados.

 – Estados Unidos. Gabinete do Ajudante-Geral. Divisão de Informação Militar, Publication, Issue 33, p. 528.
As tropas muçulmanas lideradas por Dong Fuxiang derrotaram a Expedição Seymour da Aliança das Oito Nações montada às pressas na Batalha de Langfang em 18 de junho. Os chineses obtiveram uma grande vitória e forçaram Seymour a recuar para Tianjin com pesadas baixas em 26 de junho.       Langfang foi a única batalha travada pelas tropas muçulmanas fora de Pequim. Depois de Langfang, as tropas de Dong Fuxiang só participaram de batalhas dentro de Pequim. 
Resumo das batalhas do General Dong Fuxiang: Ts'ai Ts'un, 24 de julho; Ho Hsi Wu, 25 de julho; An P'ing, 26 de julho; Ma T'ou, 27 de julho. 
6.000 soldados muçulmanos comandados por Dong Fuxiang e 20.000 boxeadores repeliram uma coluna de socorro, levando-os para Huang Ts'un.  Os muçulmanos acamparam fora dos templos do Céu e da Agricultura. 
O Kaiser alemão Guilherme II ficou tão alarmado com as tropas muçulmanas chinesas que solicitou ao califa Abdulamide II do Império Otomano que encontrasse uma maneira de impedir o combate das tropas muçulmanas. O califa concordou com o pedido do Kaiser e enviou Enver Paxá (não confundir com o futuro líder dos Jovens Turcos) para a China em 1901, mas a rebelião já havia terminado.      Como os otomanos não estavam em posição de criar uma rixa com as nações europeias e de ajudar os laços com a Alemanha, uma ordem implorando aos muçulmanos chineses que evitassem ajudar os boxeadores foi emitida pelo califa otomano e reimpressa em jornais muçulmanos egípcios e indianos, apesar de do fato de que a situação em que os britânicos se encontraram na Rebelião dos Boxers foi gratificante para os muçulmanos indianos e egípcios.        
Durante a Batalha de Pequim no Portão de Zhengyang, as tropas muçulmanas travaram uma batalha feroz contra as forças da Aliança.    O general muçulmano comandante do exército chinês, general Ma Fulu, e quatro primos dele - seus primos paternos Ma Fugui 馬福貴, Ma Fuquan 馬福全, e seus sobrinhos paternos Ma Yaotu 馬耀圖 e Ma Zhaotu 馬兆圖 - foram mortos enquanto acusavam contra as forças da Aliança, enquanto cem soldados muçulmanos Hui e Dongxiang de sua aldeia natal morreram no total nos combates em Zhengyang. A Batalha de Zhengyang foi travada contra os britânicos.  Após o término da batalha, as tropas muçulmanas de Kansu, incluindo o general Ma Fuxiang, estavam entre os que guardavam a imperatriz viúva durante sua fuga.  O futuro general muçulmano Ma Biao, que liderou a cavalaria muçulmana para lutar contra os japoneses na Segunda Guerra Sino-Japonesa, lutou na Rebelião dos Boxers como soldado raso do general Ma Haiyan na Batalha de Pequim contra os estrangeiros. O General Ma Haiyan morreu de exaustão depois que a Corte Imperial chegou ao seu destino, e seu filho Ma Qi assumiu seus postos.
O papel que as tropas muçulmanas desempenharam na guerra provocou a ira dos ocidentais em relação a elas. 
Quando a corte imperial foi evacuada para Xi'an, na província de Shaanxi, depois que Pequim caiu nas mãos da Aliança, a corte deu sinais de que continuaria a guerra com Dong Fuxiang "opondo-se com unhas e dentes ao Conde von Waldersee", e a corte promoveu Dong a Comandante- chefe. 
As tropas muçulmanas foram descritas como "homens escolhidos, os mais valentes dos bravos, os mais fanáticos dos fanáticos: e é por isso que a defesa da cidade do Imperador lhes foi confiada". 

## Organização e armamento
Eles foram organizados em oito batalhões de infantaria, dois esquadrões de cavalaria, duas brigadas de artilharia e uma companhia de engenheiros.  Eles estavam armados com armamento moderno, como rifles de repetição Mauser e artilharia de campanha.  Eles usaram bandeiras vermelhas e pretas. 

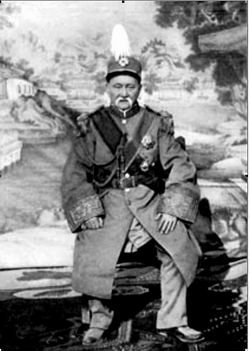
Commander Ma Fuxing

## Pessoas notáveis que serviram aos Bravos de Kansu
- Dong Fuxiang
- Ma Fuxiang
- Ma Fulu
- Ma Fuxing
- Ma Haiyan
- Ma Biao
- Ma Qi
- Ma Zhankui [128]
- Aema [129]